# Euandroblatta brincki
Euandroblatta brincki är en kackerlacksart som beskrevs av Karlis Princis 1963. Euandroblatta brincki ingår i släktet Euandroblatta och familjen småkackerlackor. Inga underarter finns listade i Catalogue of Life.